# Rhus hypoleuca
Rhus hypoleuca är en sumakväxtart som beskrevs av John George Champion och George Bentham. Rhus hypoleuca ingår i släktet sumaker, och familjen sumakväxter. Inga underarter finns listade i Catalogue of Life.